# Athletic Club de Madrid 1922-1923
Questa voce raccoglie le informazioni riguardanti l'Athletic Club de Madrid, antico nome del Club Atlético de Madrid, nelle competizioni ufficiali della stagione 1922-1923.

## Stagione
Nella stagione 1922-1923 i Colchoneros terminarono il campionato Regional de Madrid al secondo posto, a un punto dal Real Madrid. Non partecipò alla Coppa del Re.

## Maglie e sponsor
| Manica sinistra · Manica sinistra · Maglietta · Maglietta · Manica destra · Manica destra · Pantaloncini · Calzettoni |

## Rosa
Rosa e ruoli dell'Athletic Club de Madrid nella stagione 1922-23
| N. |                   | Ruolo | Calciatore               |
| -- | ----------------- | ----- | ------------------------ |
| -  | Spagna (bandiera) | P     | Javier Barroso           |
| -  | Spagna (bandiera) | D     | Pololo                   |
| -  | Spagna (bandiera) | D     | Alfonso Olaso Anabitarte |
| -  | Spagna (bandiera) | D     | Patarrieta               |
| -  | Spagna (bandiera) | C     | Juan Becerril            |
| -  | Spagna (bandiera) | C     | Domingo Burdiel          |
| -  | Spagna (bandiera) | C     | Joaquín Sanz-Bustillo    |
| -  | Spagna (bandiera) | C     | Garicorta                |
| -  | Spagna (bandiera) | C     | Joaquín Ortiz            |

| N. |                      | Ruolo | Calciatore                |
| -- | -------------------- | ----- | ------------------------- |
| -  | Spagna (bandiera)    | C     | Francisco Fernández Prida |
| -  | Spagna (bandiera)    | C     | Quico Marín               |
| -  | Spagna (bandiera)    | C     | Andrés Tuduri             |
| -  | Spagna (bandiera)    | A     | Fernando Artiach          |
| -  | Filippine (bandiera) | A     | Domingo Luis Tremoya      |
| -  | Svezia (bandiera)    | A     | Carrick Trouvé            |
| -  | Spagna (bandiera)    | A     | Luis Olaso Anabitarte     |
| -  | Spagna (bandiera)    | A     | Ramón Triana              |
| -  | Spagna (bandiera)    | A     | Antonio de Satrústegui    |

## Statistiche

### Statistiche di squadra
| Competizione                  | Punti | Totale | Totale | Totale | Totale | Totale | Totale | DR |
| Competizione                  | Punti | G      | V      | N      | P      | Gf     | Gs     | DR |
| ----------------------------- | ----- | ------ | ------ | ------ | ------ | ------ | ------ | -- |
| Campeonato Regional de Madrid | 7     | 6      | 3      | 1      | 2      | 12     | 10     | +2 |
| Totale                        | 7     | 6      | 3      | 1      | 2      | 12     | 10     | +2 |